# Buslijn 369 (Amsterdam)
Buslijn 369 is een R-net buslijn in Amsterdam geëxploiteerd door het GVB en verbindt het station Amsterdam Sloterdijk met de wijken Slotermeer, Osdorp, Nieuw Sloten en met luchthaven Schiphol. De lijn wordt geëxploiteerd met elektrische gelede bussen uit de hoofdgarage West.

## Geschiedenis

### Lijn 23
De huidige lijn 369 vindt zijn oorsprong in de op 19 oktober 1958 ingestelde lijn 23 tussen Geuzenveld en het Surinameplein via Osdorp en Slotervaart. Op 8 maart 1959 werd de lijn doorgetrokken van Geuzenveld via de Burgemeester Roellstraat en de Jan Evertsenstraat naar het Mercatorplein.

### Lijn 19
Op 10 juli 1960 werd lijn 23 gesplitst in de lijnen 19 en 23 waarbij het noordelijke traject werd overgenomen door lijn 19 die de toen nieuwe wijk Osdorp bij het Hoekenes verbond via de Troelstralaan met Geuzenveld, Slotermeer, het noordelijke deel van Overtoomse Veld en het Mercatorplein. Na korte tijd werd de lijn in Osdorp doorgetrokken naar de Klaas Katerstraat. Tijdens het avondlijk bezoekuur in het Sint Lucas Ziekenhuis reden tussen het Mercatorplein en het ziekenhuis extra korttrajectdiensten. In 1971 werd de lijn vanaf Osdorp doorgetrokken naar Sloten. In 1974 werd een deel van de ritten onder het lijnnummer 19+ op werkdagen overdag doorgetrokken via de Molenwerf naar de Moezelhavenweg.       
In 1980 ging een aantal ritten doorrijden naar Badhoevedorp. In de zomer van 1981 werd lijn 19 gesplitst in twee aparte lijnen, een korte lijn 19 van het Mercatorplein naar Sloten en een lange lijn 19 van het Mercatorplein naar Schiphol Centrum met standplaats in het busstation van Centraal Nederland. De dienstregeling van beide lijnen 19 stond geheel los van elkaar, de korte lijn 19 reed veel frequenter dan de lange lijn 19, op bepaalde tijden werd vlak achter elkaar gereden in plaats van afgestemd. Voorts had de lange lijn 19 op het Mercatorplein een eigen standplaats aan de westkant van het plein, de ritten Mercatorplein-Moezelhavenweg werden vervangen door lijn 42. Met de winterdienst kwam aan deze onduidelijkheid een eind doordat de lange lijn 19 werd vervangen door de nieuwe buslijn 68. In de zomer van 1983 werd de lijn ingekort tot Osdorp met een standplaats in het Jan van Zutphenplantsoen. De extra bussen naar het Sint Lucas Ziekenhuis vervielen toen dit ziekenhuis een doorlopend bezoekuur kreeg.
In 1989 bij de verlegging van tramlijn 13 via het traject via de 3 Jannen werd de lijn verlegd via Plein '40-'45 naar Station Sloterdijk. In 1991 werd de lijn vanuit Osdorp doorgetrokken naar het Slotervaartziekenhuis ter ontsluiting van de nieuwe wijk Nieuw Sloten. In 1994 werd de lijn gewijzigd in een ringlijn in één richting en reed van het station Sloterdijk zijn route naar Slotervaart met een ommetje via de Burgemeester Cramergracht en vervolgens verder over de route van lijn 64 weer terug naar station Sloterdijk. De andere richting werd gereden door lijn 64. Oorspronkelijk gingen de lijnen op Sloterdijk in elkaar over maar omdat het voor de chauffeurs te veel werk was de lijnfilms steeds van 19 naar 64 te draaien reden de bussen opzij en achter blanco ingefilmd rond. Later kregen beide lijnen een eigen dienstregeling.     

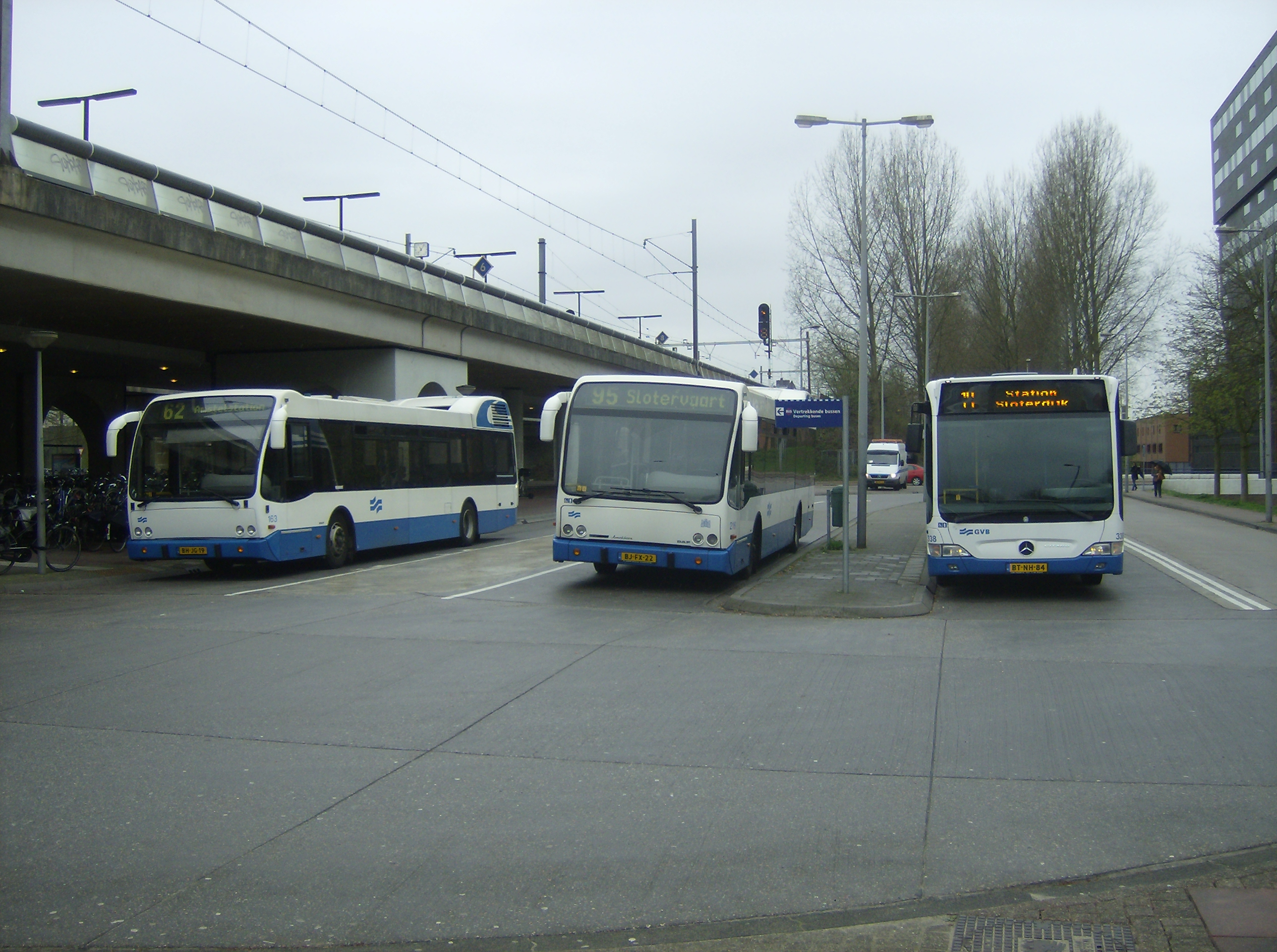
Rechts gelede Citaro bus 338 op lijn 19 bij Lelylaan in 2009

In mei 1999 werd de lijn geknipt in Slotervaart omdat de dienstuitvoering te onregelmatig was. Hier kwam nog bij dat lijn 19 met gelede bussen reed en lijn 64 met standaardbussen. Lijn 19 kreeg weer zijn route van voor 1994 maar wel met het ommetje via het Sint Lucas Andreas Ziekenhuis. In december 2004 werd deze route door lijn (1)64 overgenomen en reed de lijn rechtstreeks via de Slotermeerlaan. In mei 2006 werd de lijn verlengd vanaf Slotervaart naar station Amsterdam Lelylaan. In 2008 werd de route door Nieuw Sloten verlaten en werd rechtstreeks vanaf Osdorp naar station Lelylaan gereden.

### Lijn 69

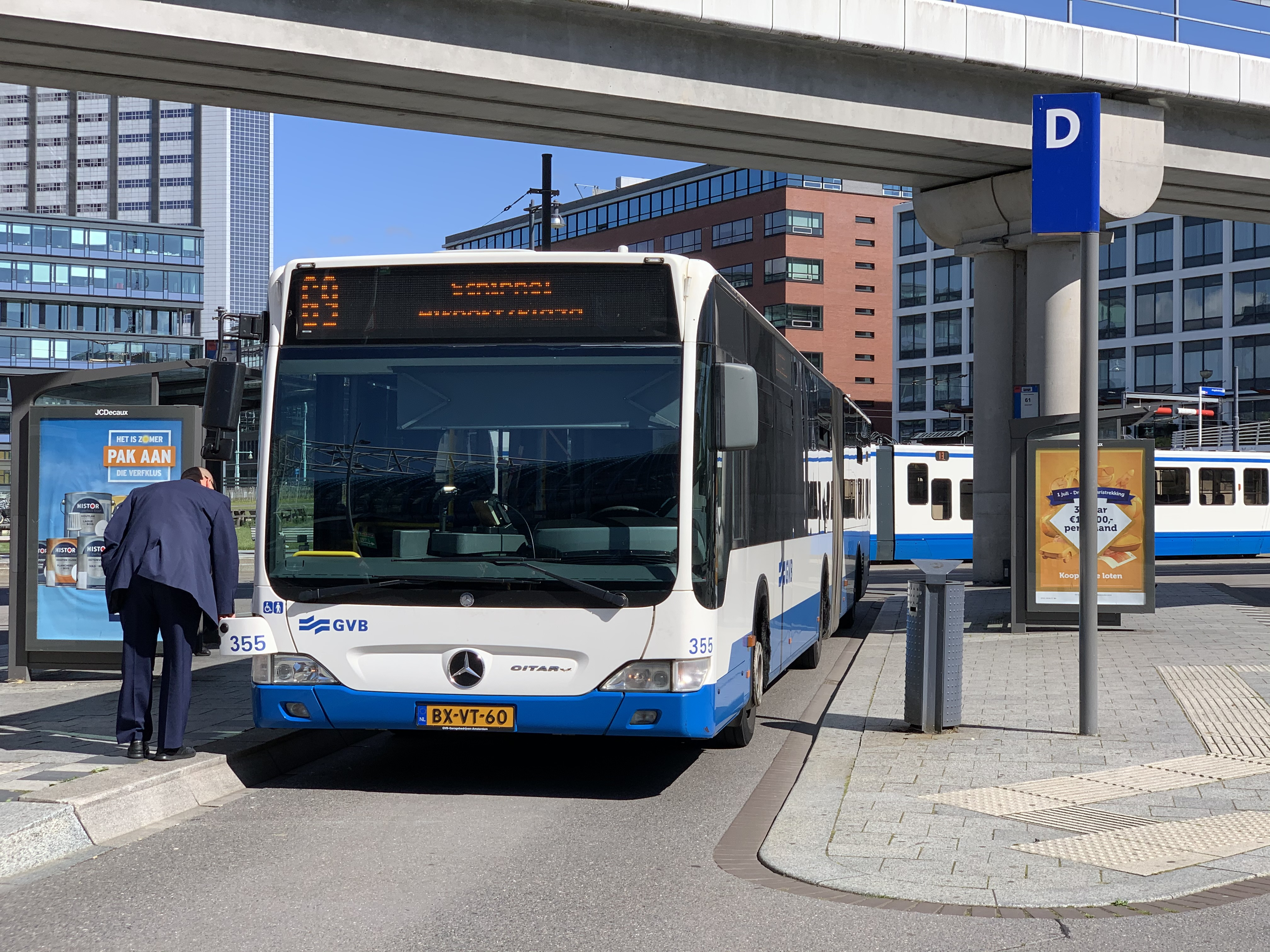
Een Mercedes Citaro op lijn 69 op Station Sloterdijk

Op 1 januari 2012 werd lijn 19 vernummerd in lijn 69. Hierbij reed de lijn weer via Nieuw Sloten en vandaar verder naar luchthaven Schiphol. Tussen Schiphol en Nieuw-Sloten werd niet meer via Badhoevedorp gereden, maar over de Oude Haagseweg en de Oude Haagsebrug. Sinds 18 mei 2015 deed de lijn ook het Knooppunt Schiphol-Noord aan.

#### Lijn 269
Met de jaardienst 2014 werd in de ochtendspits onder het lijnnummer 269 een rechtstreekse rit ingelegd naar de ALO via de President Allendelaan. Op 22 juli 2018 verviel deze rit weer.

#### Lijn 369 I
Van 2012 tot de dienstregeling 2016 bestond ook een nachtlijn die dezelfde route had als lijn 69.

### Lijn 369 II

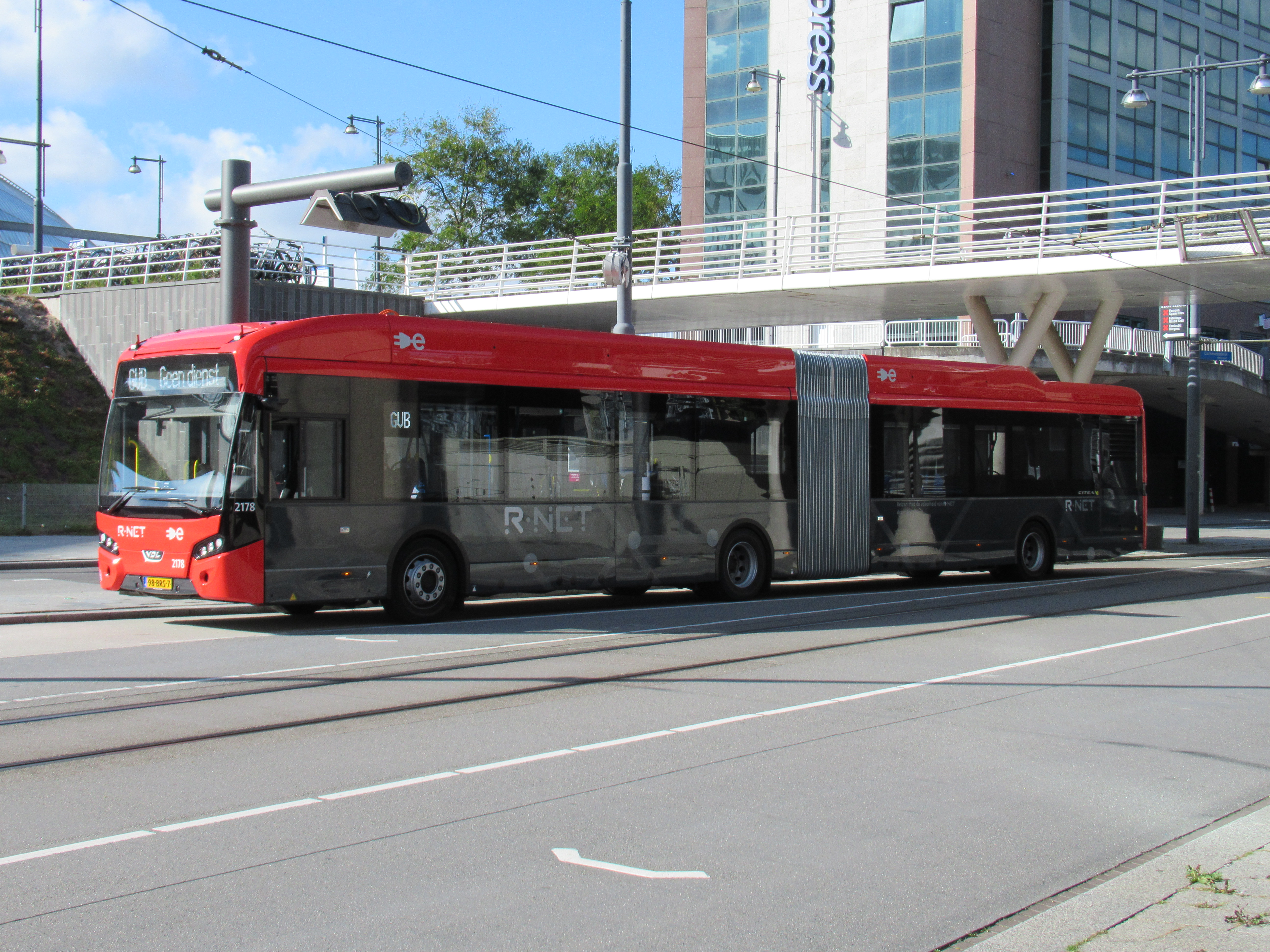
VDL Electric Citea op lijn 369 op Station Sloterdijk

Op 3 januari 2021 werd lijn 69 omgezet in een R-netlijn waarbij de route werd rechtgetrokken via de Haarlemmerweg en de President Allendelaan, het aantal haltes werd beperkt en de frequentie werd verhoogd. Tot de komst van de voor deze lijn speciaal in R-net uiterlijk bestelde elektrische gelede bussen werd de lijn tot juli 2021 met bestaande gelede bussen in de wit/blauwe GVB huisstijl geëxploiteerd. Op 17 juli 2022 werd de halte Anderlechtlaan heringesteld. 
Huidig: 15 · 18 · 21 · 22 · 34 · 35 · 36 · 37 · 38 · 40 · 41 · 43 · 44 · 47 · 48 · 49 · 61 · 62 · 63 · 65 · 66 · 68 · 231 · 233 · 245 · 246 · 247 · 267 · 360 · 369 · 461 · 463 · 464
Voormalig: A · B · C · D · E · F · G · H · K · L · M · P · R · S · 5 · 6 · 8 · 11 · 12 · 13S · 14 · 17 · 19 · 20 · 23 · 26 · 28 · 29 · 30 · 31 · 32 · 33 · 39 · 42 · 44P · 45 · 46 · 50/51 · 53 · 54 · 55 · 56 · 57 · 58 · 59 · 60 · 60S · 64 · 67 · 69 · 70 · 95/195 · 148 · 149 · 165/166 · 192 · 199 · 222 · 230 · 232 ·  240 · 248 · 249 · 265 · 269 · 315 · 326 · 465 · 580 · 581 · 582 · 583

Zie ook: Amsterdams busnet · Geschiedenis busnet · Amsterdams nachtbusnet · Portaal openbaar vervoer